# Annalena Baerbock
Annalena Charlotte Alma Baerbock, nemška političarka; * 15. december 1980, Hanover, Spodnja Saška, Nemčija.
Od leta 2018 skupaj z Robertom Habeckom vodi stranko Alliance 90/Zeleni. Baerbockova je bila od leta 2014 poslanka v deželi Brandenburg. Med letoma 2012 do 2015 je bila članica sveta stranke Zavezništvo 90/Zeleni in od leta 2009 do 2013 vodja deželne skupine svoje stranke v Brandenburgu. 8. decembra 2021 je postala nemška zunanja ministrica pod konaclerjem Olafom Scholzem.

## Zgodnje življenje in izobraževanje
Baerbockova je kot hči socialne delavke in strojnega inženirja skupaj z dvema sestrama in dvema bratrancema odraščala na kmetiji v Pattensenu blizu Hannovra na Spodnjem Saškem. Obiskovala je šolo Humboldt v Hannovru in pri šestnajstih letih zaključila enoletno izmenjavo v pripravljalni šoli Lake Highland v Orlandu na Floridi.
Kot najstnica je bila telovadka na trampolinu, udeležila se je nemškega prvenstva in trikrat osvojila bron.
Med letoma 2000 in 2004 je na Univerzi v Hamburgu študirala politologijo in javno pravo. Leta 2005 je na London School of Economics (LSE) magistrirala iz mednarodnega javnega prava, leta 2005 pa opravila pripravništvo na Britanskem inštitutu za mednarodno in primerjalno pravo (BIICL). Prav tako je začela z disertacijo o naravnih nesrečah in humanitarni pomoči na Svobodni univerzi v Berlinu, vendar je nikoli ni končala.

## Zgodnja kariera
Med študijem je Baerbockova med letoma 2000 in 2003 delalovala kot novinarka pri Hannoversche Allgemeine Zeitung. Po študiju je med letoma 2005 do 2008 delala v pisarni evropske poslanke Elisabeth Schroedter in leta 2005 kot pripravnica na Britanskem inštitutu za primerjalno in javno mednarodno pravo. Med letoma 2008 in 2009 je delala kot svetovalka za zunanjo in varnostno politiko parlamentarne skupine Zavezništva 90/Zeleni v Bundestagu.
Od leta 2020 sodeluje v programu Young Global Leaders Svetovnega gospodarskega foruma, ki je stalna skupina, ki je trenirala politične predstavnike, kot so Emmanuel Macron, Sanna Marin in Jacinda Ardern.

## Politična kariera
Baerbockova je leta 2005 postala člana Zavezništva 90/Zelenih. Oktobra 2008 je bila izvoljena v izvršni odbor deželne skupine svoje stranke v Brandenburgu, naslednje leto pa zasedla funkcijo predsednice upravnega odbora, ki jo je opravljala do leta 2013. Med letoma 2009 in 2012 je bila tudi del izvršnega odbora Evropske zelene stranke.

### Poslanka (2013– )
Leta 2009 je neuspešno kandidirala za mesto na volilni listi svoje stranke na zveznih volitvah. Leta 2013 je bila kandidatka stranke Zelenih v volilni enoti Potsdam - Potsdam-Mittelmark II - Teltow-Fläming II in si zagotovila vodilno mesto na volilnem seznamu stranke za deželo Brandenburg. Preko volilne liste je postala poslanka Bundestaga.
V prvem mandatu je bila članica Odbora za ekonomske zadeve in energetiko ter Odbora za evropske zadeve. V svoji poslanski skupini je bila govornica za podnebno politiko in sodelovala na konferencah Združenih narodov o podnebnih spremembah v Varšavi (2013), Limi (2014), Parizu (2015) in Marakešu (2016).
Poleg nalog v odboru je opravljala funkcijo namestnice predsednice parlamentarnega kroga prijateljev Berlin-Taipei.
Na volitvah leta 2017 je bila Baerbockova ponovno vodilna kandidatka v zvezni državi Brandenburg in je obdržala sedež v parlamentu. Po volitvah je bila del pogajalske skupine svoje stranke, ki je vstopila v (neuspešne) koalicijske pogovore s CDU/CSU in FDP. Od takrat je članica Odbora za družine, starejše, ženske in mladino.

### Sopredsednica stranke Zelenih, (2018– )
27. januarja 2018 je bila na nacionalni konvenciji stranke Zelenih v svojem Hannovru izvoljena za eno od dveh enakovrednih predsednikov svoje stranke na zvezni ravni, drugi predsedujoči je Robert Habeck. Zmagala je s 64 odstotkov glasov. Na zborovanju stranke leta 2019 je bila ponovno izvoljena z 97,1 odstotka, kar je doslej najvišji rezultat za predsednika stranke.
V pogajanjih o oblikovanju koalicijske vlade pod vodstvom ministra-predsednika Brandenburga Dietmarja Woidkeja po deželnih volitvah leta 2019 je bila Baerbock članica delegacije svoje stranke.

### Kandidatka za kanclerko (2021)
19. aprila 2021 sta Baerbockova in Robert Habeck naznanila, da je zvezni odbor Zelenih Baerbockovo predlagal za kanclersko kandidatko na zveznih volitvah leta 2021 - prvič je stranka namesto sovoditeljev nominirala enega samega kandidata. Baerbockova je druga ženska po Angeli Merkel, ki je imela možnost za najvišjo vladno funkcijo. Na volilni dan je bila nekaj dni starejša od Guida Westerwelleja leta 2002, najmlajšega kanclerskega kandidata doslej. Stranka je na zveznih volitvah prejela 14.8 % glasov oz. 118 poslanskih sedežev in tako postala tretja največja parlamentarna stranka. Zeleni so vstopili v koalicijske pogovore z zmagovalcem volitev Olafom Scholzem in koalicijsko pogodbo podpisali 7. decembra 2021.

## Druge dejavnosti
- Evropski svet za zunanje odnose (ECFR), članica (od leta 2020)[28]
- Fundacija Leo Baeck, članica upravnega odbora[29]
- Amnesty International, članica
- Nemška zveza za varstvo okolja in narave (BUND), članica

## Osebno življenje
Baerbockova je poročena z Danielom Holefleischom, političnim svetovalcem in menedžerjem za odnose z javnostmi, ki je od leta 2017 zaposlen v Deutsche Post DHL Group. Imata dve hčerki, rojeni v letih 2011 in 2015. Družina živi v Potsdamu v Brandenburgu v Nemčiji. Baerbockova je pripadnica protestantske evangeličanske cerkve v Nemčiji. Zase pravi, da ni "religiozna", vendar pogosto hodi v cerkev, ker ji je "ideja skupnosti izredno pomembna".